# Referèndum constitucional de Croàcia de 2013

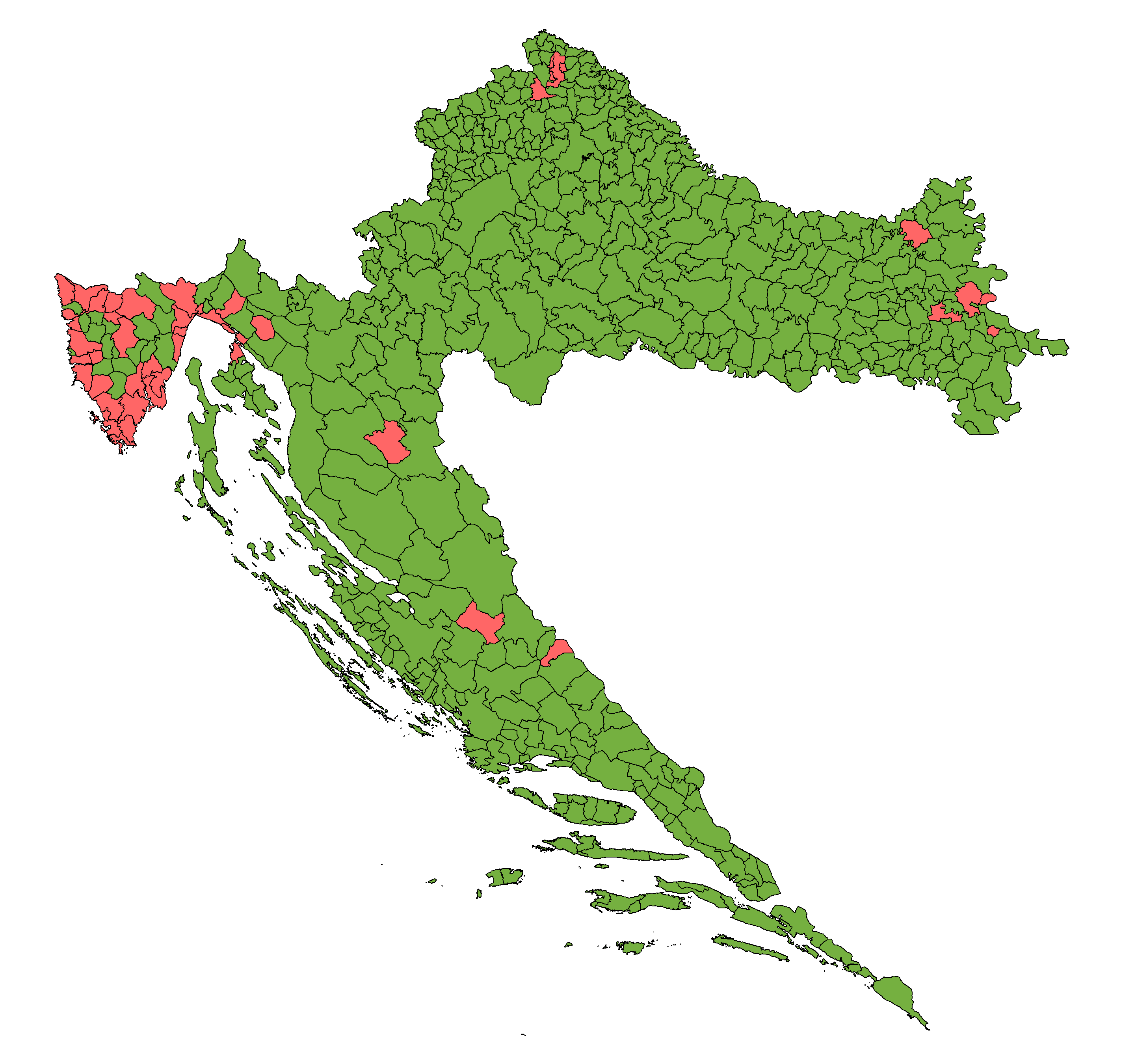
Resultats del referèndum de 2013.

L'1 de desembre de 2013 es va celebrar a Croàcia un referèndum constitucional. La proposta d'esmena a la Constitució definiria el matrimoni com una unió entre un home i una dona, la qual cosa crearia una prohibició constitucional contra el matrimoni entre persones del mateix sexe. Va votar el 37,9% dels electors. Després de processar tots els vots emessos, la Comissió Electoral Estatal va anunciar que el 65,87% va votar a favor, el 33,51% en contra i el 0,57% restants es van descartar per ser invàlides.